# Química industrial
Química industrial é a área da química que estuda os processos químicos industriais e sua evolução ao longo do tempo. Em alguns casos, segue-se como uma pré-formação para a engenharia química.
O químico industrial desenvolve produtos e novas tecnologias, buscando aperfeiçoar produtos e novas fórmulas, além de verificar a viabilidade econômica e técnica dos processos de produção e coordena a manutenção e instalação de equipamentos. O químico industrial serve a humanidade através de pesquisa, do desenvolvimento de novos processos e produtos e da instalação de plantas industriais para a fabricação de produtos químicos de utilidade para as pessoas. Aplica o conhecimento científico adquirido na melhora da qualidade de vida da humanidade.
No Brasil, a química industrial passou a expandir-se após a Revolução Industrial. Com isso o Brasil passou a explorar grandes investimentos na área da química.